# Piotr Zielepugin
Piotr Fiodorowicz Zielepugin, ros. Пётр Фёдорович Зелепугин (ur. w 1896 r. we wsi Pskowackoje w tulskiej guberni, zm. ?) – radziecki wojskowy (major), inspektor ds. zaopatrzenia w oddziale zaopatrzenia materialno-technicznego sztabu Sił Zbrojnych Komitetu Wyzwolenia Sił Zbrojnych Rosji.
W 1918 r. wstąpił do wojska bolszewickiego. Brał udział w wojnie domowej w Rosji. W 1923 r. odszedł do rezerwy. W 1938 r. został zmobilizowany do Armii Czerwonej. Awansowano go do stopnia majora. Od marca 1941 r. pełnił funkcję dywizyjnego intendenta 181 Dywizji Strzeleckiej. Po rozbiciu dywizji w 1942 r. dostał się do niewoli niemieckiej. Przebywał w różnych obozach jenieckich. Jesienią 1944 r. wstąpił do nowo formowanych Sił Zbrojnych Komitetu Wyzwolenia Narodów Rosji. W grudniu tego roku został w stopniu majora inspektorem ds. zaopatrzenia w oddziale zaopatrzenia materialno-technicznego sztabu Sił Zbrojnych KONR. 9 maja wraz ze sztabem i częścią oddziałów "własowskich" poddał się Amerykanom. Przebywał w obozach jenieckich we wsi Kladenské Rovné, mieście Friedbeg, a następnie Ganacker. Dalsze jego losy są nieznane.